# Heinrich Schirra
Heinrich Schirra (* 15. Dezember 1900 in Eppelborn; † 13. Juli 1961 ebenda) war ein deutscher Bergmann und Politiker (Zentrum, CVP). Von 1949 bis 1952 war er Abgeordneter des Saarländischen Landtags.

## Leben und Beruf
Schirra besuchte die Volksschule in Eppelborn und war danach, wie auch sein Vater, als Bergmann tätig. Er war Vorsitzender der Ortsgruppe Christlicher Bergleute in Eppelborn.
Am 16. Oktober 1930 heiratete er Klara, geborene Schuh, aus der Ehe gingen zwei Söhne und eine Tochter hervor.

## Politik
In der Zwischenkriegszeit gehörte Schirra der Zentrumspartei an, dort war er Mitglied des Ortsparteivorstands und hatte dort die Funktion des Kassierers inne.
Nach dem Zweiten Weltkrieg trat er der CVP bei und wurde in den Gemeinderat von Eppelborn gewählt, dort war er zeitweise Fraktionsvorsitzender der CVP.
Bei der Landtagswahl 1947 kandidierte er zunächst erfolglos für einen Sitz im Landtag. Am 8. November 1949 rückte er ins Parlament nach. Mit Ende der Wahlperiode am 30. November 1952 schied er aus dem Landtag aus.